# Lampornis
Lampornis es un género de aves apodiformes perteneciente a la familia Trochilidae —los colibríes—, que agrupa a ocho especies nativas del sur de América del Norte y América Central, cuyas áreas de distribución se encuentran entre el sur de Estados Unidos y el oeste de Panamá. A sus miembros se les conoce por el nombre común de colibríes o gemas.

## Características
Los colibríes de este género son relativamente grandes, miden entre 10 y 13 cm de longitud, De picos negros, rectos, ligeramente curvados en algunos, de largo algo superior al largo de la cabeza. De dorso verde metálico, alas y cola negruzcas. Todos exhiben una llamativa franja posocular que se extiende hasta la nuca. Presentan dimorfismo sexual, principalmente en el color del plumaje de las partes inferiores y la coloración de la garganta.

## Taxonomía
El género Lampornis fue propuesto por el ornitólogo británico William Swainson en 1827, en la misma publicación en que describió la especie tipo: Lampornis amethystinus, originalmente designada por monotipia.

### Etimología
El nombre genérico masculino «Lampornis» se compone de las palabras del griego «lampē» que significa ‘antorcha’, ‘luz’, y «ornis» que significa ‘ave’.

### Actualidades
Las especies Lampornis calolaemus, L. castaneoventris y su subespecie L. castaneoventris cinereicauda han sido tratadas alternativamente las tres como especies separadas o se ha propuesto unirlas en una única especie politípica. Sin embargo esta tesis ha sido descartada por la mayoría de los autores ya que las áreas de distribución de calolaemus y castaneoventris se solapan. Las clasificaciones Aves del Mundo (HBW), Birdlife International (BLI) y del Congreso Ornitológico Internacional (IOC) consideran a L. cinereicauda como especie plena: el colibrí coligrís.
Los análisis de la biogeografía y de secuencias del ADN mitocondrial y nuclear de García-Moreno et al. (2006) confirman ampliamente el ordenamiento del grupo, pero traen algunos resultados sorprendentes. Uno de ellos es que el grupo no sería monofilético y que la especie L. hemileucus estaría mejor colocada en un género monotípico Oreopyra y que estaría más cercanamente relacionada con Panterpe insignis.

## Lista de especies
Según la clasificación Clements Checklist/eBird, el género agrupa a las siguientes especies con el respectivo nombre popular de acuerdo con la Sociedad Española de Ornitología (SEO):
| Imagen | Nombre científico                        | Autor                      | Nombre común          | Estado de conservación | Distribución |
| ------ | ---------------------------------------- | -------------------------- | --------------------- | ---------------------- | ------------ |
|        | Lampornis viridipallens                  | (Bourcier & Mulsant), 1846 | colibrí gorgiescamoso | LC                     |              |
|        | Lampornis sybillae                       | (Salvin & Godman), 1892    | colibrí de Sibila     | LC                     |              |
|        | Lampornis amethystinus                   | Swainson, 1827             | colibrí amatistino    | LC                     |              |
|        | Lampornis clemenciae                     | (Lesson), 1830             | colibrí gorgiazul     | LC                     |              |
|        | Lampornis hemileucus                     | (Salvin), 1865             | colibrí gorgivioleta  | LC                     |              |
|        | Lampornis calolaemus                     | (Salvin), 1865             | colibrí gorjipúrpura  | LC                     |              |
|        | Lampornis (castaneoventris) cinereicauda | (Lawrence), 1867           | colibrí coligrís      | LC                     |              |
|        | Lampornis castaneoventris                | (Gould), 1851              | colibrí variable      | LC                     |              |